# Vellozia aloifolia
Vellozia aloifolia är en enhjärtbladig växtart som beskrevs av Carl Friedrich Philipp von Martius. Vellozia aloifolia ingår i släktet Vellozia och familjen Velloziaceae. Inga underarter finns listade.